# Constanciano (mestre dos soldados)
Constanciano (em latim: Constantianus) foi um oficial bizantino do século VI, ativo durante o reinado do imperador Justiniano (r. 527–565). 

## Vida
Constanciano era nativo da Ilíria. Era advogado e teve reputação por sua inteligência, sendo provável que atuou em Constantinopla. Em 543, Constanciano e Sérgio foram enviados numa embaixada ao xá Cosroes I (r. 531–579) para negociar a paz. Durante a jornada, adoeceu e muito tempo foi perdido. No ínterim, a situação mudou, Justiniano ordenou que a guerra continuasse e a embaixada parece que nunca chegou na Pérsia. Em 544, após as mortes de Justo e Perânio, Constanciano e Marcelo foram enviados à fronteira oriental para substituí-los. Marcelo e Justo eram parentes de Justiniano, o que implica que Constanciano substituiu Perânio. É estilizado nas fontes como mestre dos soldados e serviu com Martinho. Ainda em 544, Constanciano e Sérgio foram novamente enviados numa embaixada para arranjar a paz com Cosroes. O encontraram na Babilônia (Assuristão), próximo de Selêucia-Ctesifonte e ofereceram a paz caso restaurasse os sítios por ele capturados em Lázica. Na primavera de 545, após mais negociações, os bizantinos enviaram para Cosroes o doutor Tribuno e uma soma em dinheiro, permitindo que uma paz de cinco anos fosse acordada.